# (958) Asplinda
(958) Asplinda est un astéroïde de la ceinture principale découvert le 28 septembre 1921 par l'astronome allemand Karl Reinmuth. Sa désignation provisoire était 1921 KC.